# Homoporus semiflavus
Homoporus semiflavus är en stekelart som beskrevs av Mercet 1947. Homoporus semiflavus ingår i släktet Homoporus och familjen puppglanssteklar.
Artens utbredningsområde är Spanien. Inga underarter finns listade i Catalogue of Life.